# Sinagoga Ortodoxă din Oradea
Sinagoga Ortodoxă Hevra Sas din Oradea este un lăcaș de cult evreiesc din municipiul Oradea, localizat pe Str. Mihai Viteazu nr. 6. Edificiul a fost construit în anul 1890 în stil eclectic. 
Sinagoga ortodoxă din Oradea a fost inclusă pe Lista monumentelor istorice din județul Bihor din anul 2015, având codul de clasificare  BH-II-m-B-01060.
Până în anul 2016, Primăria Oradea dorește să deschidă un Muzeu al Comunității Evreiești din Oradea în cadrul Sinagogii Ortodoxe, la finalul unor ample lucrări de restaurare.

## Istoric
Sinagoga Ortodoxă din Oradea a fost construită în 1890 de către inginerul Ferenc Knapp, după planurile arhitectului Nándor Bach, preluând întreaga gamă decorativă a artei maure. 
În anul 1908 în curtea acestei sinagogi s-a construit o a doua sinagogă, după proiectul lui Lajos Incze. Comunitatea evreiască din oraș fiind foarte puternică s-a remarcat și prin acțiuni de caritate cum ar fi: înființarea primei organizații din oraș pentru ocrotirea copiilor și a unei cantine rituale pentru săraci, ca să amintim doar două din mulțimea acțiunilor organizate la sfârșitul secolului al XIX-lea și începutul secolului al XX-lea. În pragul primului război mondial, numărul evreilor din Oradea era de 15.155, reprezentînd 23,6% din populația orașului.
În lista sinagogilor din România publicată în lucrarea Seventy years of existence. Six hundred years of Jewish life in Romania. Forty years of partnership FEDROM – JOINT, editată de Federația Comunităților Evreiești din România în anul 2008, se preciza că Sinagoga ortodoxă Hevra Sas din Oradea era în funcțiune. 

## Arhitectura sinagogii
Sinagoga Ortodoxă din Oradea este o clădire cu plan rectangular, având fațada principală mai bogat decorată față de restul volumului. Intrarea centrală, pentru bărbați, este încadrată de o parte și de alta de vitralii terminate în arc de cerc. În parțile laterale, cele două uși de acces pentru femei, completează în mod simetric nivelul parterului, purtând descendent gradul de ornare al fațadei.
Naosul cuprinde 600 de locuri pentru bărbați, iar la etaj cele 450 de locuri pentru femei sunt mascate de un grilaj de lemn. În centru, locul vorbitorului, este înălțat cu circa 50 cm, iar în peretele din spate al sinagogii, sulurile cu scrieri sfinte sunt ascunse vederii de o draperie de catifea.
Decorația este exclusiv antropomorfă, motivele geometrice căptușind complet pereții. Pictura este foarte bine conservată și nu a necesitat nici o intervenție ulterioară.

## Fotogalerie

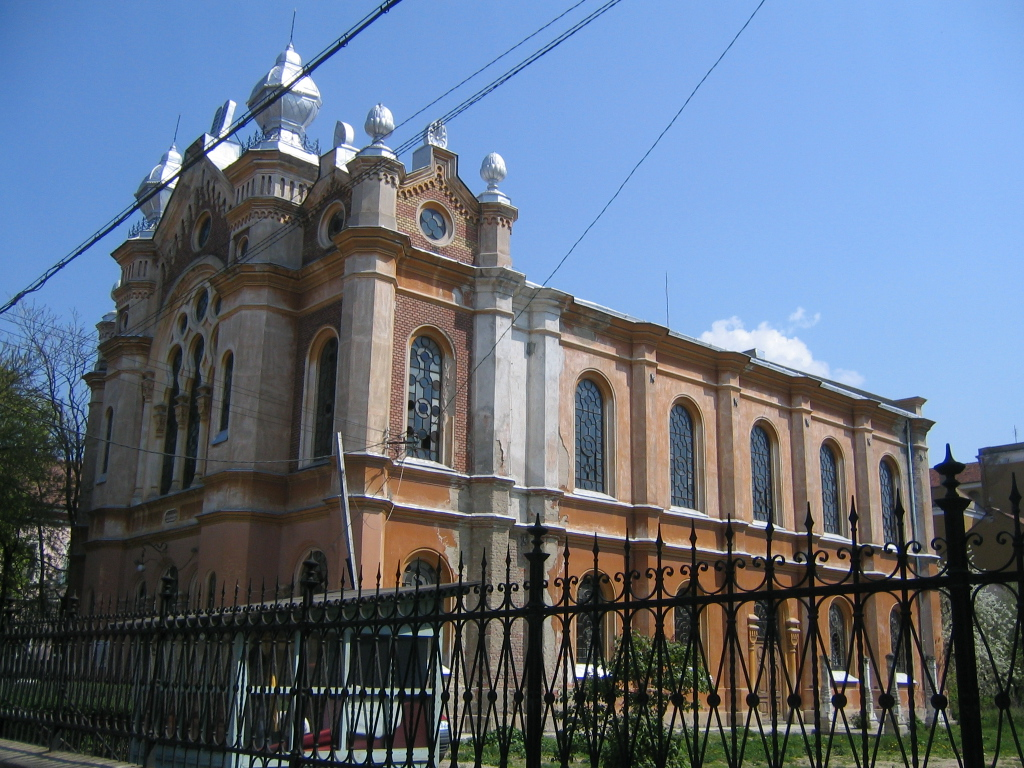
Sinagoga Ortodoxă din Oradea
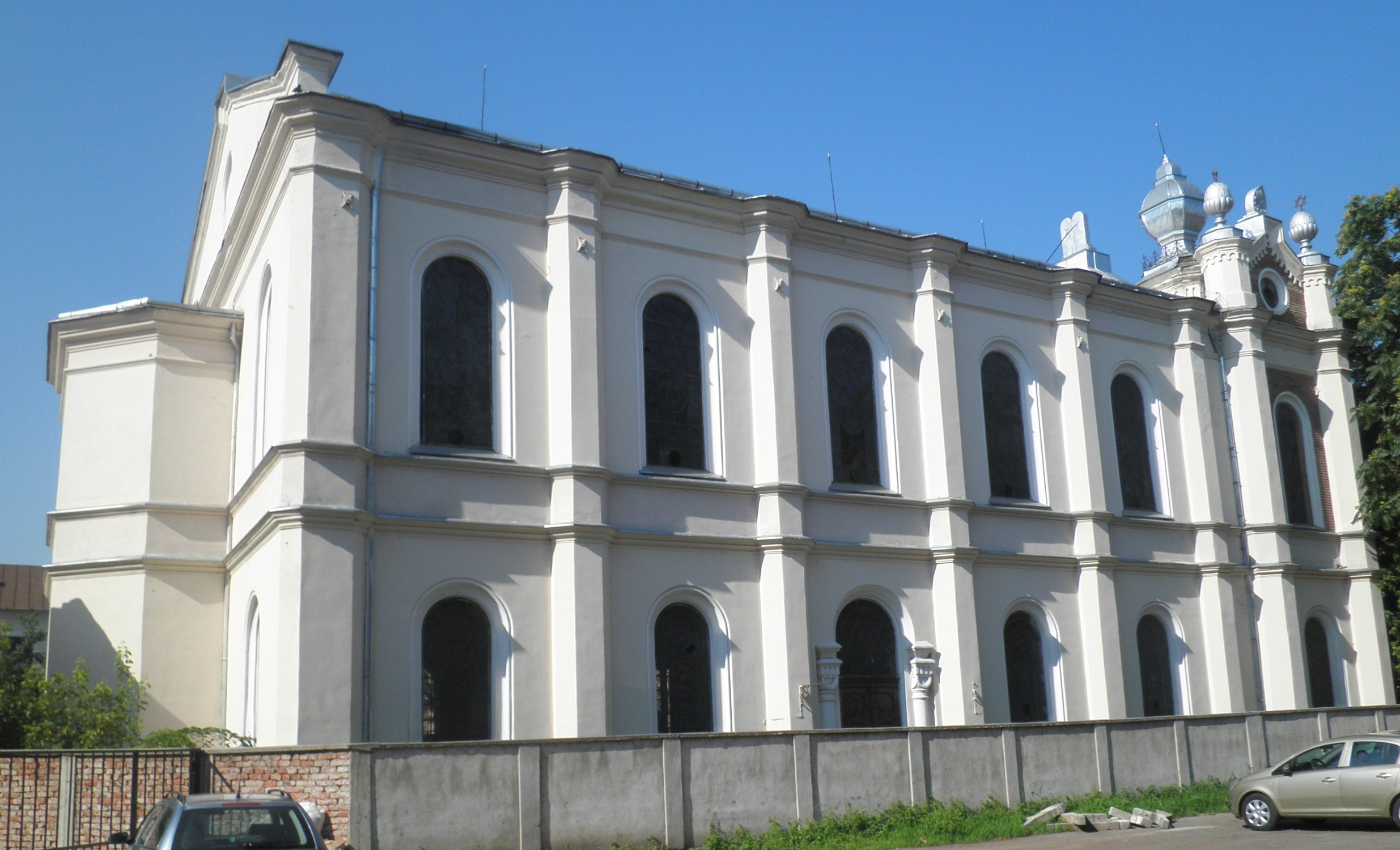
Sinagoga Ortodoxă din Oradea